# Boleatherium
Boleatherium — це вимерлий рід міжатериїдних нотоунгулятів, який жив із раннього до середнього міоцену на території сучасної Аргентини. Скам'янілості представників цього роду були знайдені в формації Серро-Болеадорас, на честь якої названо цей рід.

## Опис
Хоча ця тварина була відома лише за частковим скелетом, вона могла бути віддалено схожою на патагонську мару з подовженими ногами та довгим хвостом. Boleatherium був дуже схожий на представників роду Protypotherium, від якого він відрізнявся деякими характеристиками. Винятковими особливостями Boleatherium були перший нижній премоляр, довший за інші премоляри. Boleatherium також мав предкові ознаки, такі як другий нижній премоляр, довший за інші, з добре розвиненим талонідом і похідними ознаками, такими як трикутний талонід, короткий контакт між тригонідом і талонідом у нижніх молярах. Плеснева кістка Boleatherium була проміжною за формою між неспеціалізованими кістками Protypotherium australe та виключно спеціалізованими біговими кістками Miocochilius anomopodus.